# 장성원 (축구 선수)
장성원(1997년 6월 17일 ~ )은 대한민국의 축구 선수로 현재 K리그1의 대구 FC에서 수비수로 활약하고 있다.

## 선수 경력
2018시즌을 앞두고 k리그1의 대구 FC에 입단했다.
2019년 4월 17일 수원 FC와의 FA컵 경기에서 후반 추가시간 극장골을 기록해 팀을 16강으로 올렸다.